# Polyosma finisterrae
Polyosma finisterrae är en tvåhjärtbladig växtart som beskrevs av Schlechter. Polyosma finisterrae ingår i släktet Polyosma och familjen Escalloniaceae. Inga underarter finns listade i Catalogue of Life.